# Pseudominona dactylifera
Pseudominona dactylifera är en plattmaskart som beskrevs av Tor Karling 1978. Pseudominona dactylifera ingår i släktet Pseudominona och familjen Monocelididae. Inga underarter finns listade i Catalogue of Life.